# Фондовый индекс

Десятилетний тренд индекса Dow Jones Global Titans 50

Фондовый индекс — сводный индекс, вычисляемый на основе цен определённой группы ценных бумаг — «индексной корзины».
При расчёте индекса его начальное (базовое) значение может являться суммой цен или приравниваться к произвольному числу (например, 100 или 1000). Для обеспечения сопоставимости цены часто множат на дополнительные коэффициенты. Поэтому абсолютные значения индексов не важны. Важное значение имеют изменения индекса с течением времени, что позволяет судить об общем направлении движения цен в индексной корзине, несмотря на то, что цены акций внутри «индексной корзины» могут изменяться разнонаправленно. В зависимости от принципа положенного в основу выбора ценных бумаг для индекса, он может отражать ценовую динамику группы ценных бумаг, объединённых по какому-то признаку (к примеру высокая, средняя, малая капитализация акций) выбранного сектора рынка (к примеру, телекоммуникации), или широкого рынка акций в целом.
Фондовый индекс не является единой ценной бумагой, поэтому обычно говорят о «значении» или «уровне» индекса, но не о «цене». В то же время фондовые индексы часто являются основой одноимённых производных финансовых инструментов (индексных фьючерсов или опционов), которые используются для инвестиционных и спекулятивных целей или для хеджирования рисков. При этом значение индекса трактуется как цена этого инструмента.
ПИФы или фонды, торгуемые на бирже часто используют индексы в качестве бенчмарка (эталона для копирования).
Согласно данным агентства Dow Jones & Co. Inc., на конец 2003 года в мире насчитывалось 2315 фондовых индексов.
В конце названия фондовых индексов может стоять число, отображающее количество акционерных компаний, на основании которых рассчитывается индекс: CAC 40, Nikkei 225, S&P 500.

## История фондовых индексов
Первый фондовый индекс был разработан 3 июля 1884 в США журналистом газеты Wall Street Journal, известным финансистом, основателем компании Dow Jones & Company Чарльзом Доу. Индекс Dow Jones Transportation Average рассчитывался по 11 крупнейшим транспортным компаниям США. На сегодняшний день в него входят 20 компаний грузоперевозчиков. Однако наибольшую известность получил Dow Jones Industrial Average (DJIA), рассчитываемый по 30 крупнейшим компаниям промышленности c 1928 года.

## Методы расчёта фондовых индексов

### Индекс, взвешенный по цене (price weighted)
Является суммой цен всех активов, входящих в индекс, поделённой на делитель. Самым известным примером является индекс Доу Джонса:
{\displaystyle {\text{DJIA}}={\sum P_{i} \over D}}
{\displaystyle P_{i}} — Цена i-й акции, {\displaystyle D} — Делитель (англ. divisor) индекса Доу Джонса

Делитель изменяется для сохранения непрерывности значения индекса при добавлении или исключении компаний из индекса, а также при других корпоративных событиях (к примеру, изменении количества акций данной компании, включённых в индекс). Значение делителя публикуется в The Wall Street Journal, на май 2014 г. составляет D=0,15571591.
Данный метод является самым простым для вычисления. Его недостатком является то, что в нём вес каждой акции пропорционален её цене, которая является произвольной величиной. В настоящее время данным методом рассчитываются традиционные индексы семейства Доу Джонс, Nikkei 225. Как правило, современные индексы не используют взвешивания по цене.

### Индекс, взвешенный по (свободной) рыночной капитализации (market cap/float weighted)
Большинство современных фондовых индексов является взвешенным по свободной рыночной капитализации. Самый известный пример — S&P 500. Значение индекса равно суммарной (свободной) рыночной капитализации компаний корзины, поделённой на делитель.
{\displaystyle {\text{Index Value}}={\sum P_{i}N_{i} \over D}={{\text{Index Market Cap}} \over D}}
{\displaystyle P_{i}} — Цена акций в обращении (shares outstanding) для взвешивания по рыночной капитализации 

{\displaystyle N_{i}} — Число акций в свободном обращении (free float) для взвешивания по свободной рыночной капитализации 

Делитель выбирается так, чтобы на момент исторического начала расчёта индекса (базовая дата) его значение равнялось какому-нибудь удобному числу (базовому значению); к примеру для S&P 500 базовое значение равняется 10. В дальнейшем, так же, как и во всех других типах индексов, делитель изменяется для сохранения непрерывности значения индекса при корпоративных событиях. К примеру для индекса S&P 500 на май 2014 г. делитель D=8921,33269716.

### Равновзвешенный индекс (equally weighted)
Количество акций в корзине выбирается таким образом, чтобы вес каждой акции в суммарной рыночной капитализации индекса был одинаковым
{\displaystyle {\text{Equal-weighted Index Value}}={\sum P_{i}N_{i} \over D}}
где количество акций в корзине {\displaystyle N_{i}} выбирается из условия
{\displaystyle w_{i}={P_{i}N_{i} \over \sum P_{i}N_{i}}={1 \over {\text{Number of Securities in Index}}}}
Примеры индексов — S&P 500 Equal Weighted, ÖkoDAX.

## Политика реинвестирования дивидендов
- Ценовой индекс (Price Index) — Обычные дивиденды не учитываются в доходности индекса. Примеры: Dow Jones Ind. Avg, S&P 500. Большинство индексов является ценовыми.
- Индекс суммарной доходности (Total Return Index) — Дивиденды реинвестируются обратно в акции компании выплачивающей дивиденд (пример — DAX) или в акции всех компаний входящих в индекс (пример — S&P 500 Total Return Index).

## Торговля фондовыми индексами
Фьючерс на фондовый индекс — это контракт на покупку или продажу номинальной стоимости индекса на определённый момент в будущем. В США действуют фьючерсы на несколько фондовых индексов: S&P 500 (чикагская биржа CME), NYSE Composite (нью-йоркская биржа NYFE), MMI (чикагская биржа CBOT 1).
Торговля фьючерсными контрактами на фондовые индексы началась в начале 1980-х.
Для индивидуальных инвесторов индексные фьючерсы стали способом торговать на ожиданиях будущего общего движения фондовых рынков. Институциональные инвесторы начали использовать индексные фьючерсы для хеджирования портфелей и распределения активов.

## Фондовые индексы мира
| Индекс              | Страна/Регион  | Компаний | Капитализация (трлн USD) | Комментарий                                                                                              | Взвешивание по         | ISIN         |
| Америка             | Америка        | Америка  | Америка                  | Америка                                                                                                  | Америка                | Америка      |
| ------------------- | -------------- | -------- | ------------------------ | --- | ---------------------- | ------------ |
| Dow Jones Ind. Avg. | США            | 30       | 4.81                     | "Голубые фишки" бирж США. Включает акции всех отраслей за исключением транспортной и коммунальных услуг. | По цене                | US2605661048 |
| S&P 500             | США            | 500      | 17.58                    | 500 крупнейших компаний NYSE и NASDAQ, покрывающих по капитализации 75% всего фондового рынка США.       | Своб. капитализация    | US78378X1072 |
| NASDAQ              | США            | 2512     | 6.70                     | Все компании торгуемые на NASDAQ                                                                         | Своб. капитализация    | XC0009694271 |
| S&P/TSX             | Канада         | 244      | 1.85                     | Компании высокой капитализации, торгуемые на Фондовой бирже Торонто                                      | Своб. капитализация    | XC0009695252 |
| Mex IPC             | Мексика        | 35       | 0.36                     | Компании высокой капитализации, торгуемые на Мексиканской фондовой бирже                                 | Своб. капитализация    | XC0009698058 |
| BOVESPA             | Бразилия       | 71       | 0.785                    | Компании высокой капитализации, торгуемые на Фондовой бирже Сан-Паулу                                    | Своб. капитализация    | BRIBOVINDM18 |
| Европа              |                |          |                          | |                        |              |
| Euro Stoxx 50       | Европа         | 50       | 3.33                     | Европейские голубые фишки 12 стран Еврозоны                                                              | Своб. капитализация    | EU0009658145 |
| Euro Stoxx 600      | Европа         | 600      | 11.91                    | Компании высокой, средней и низкой капитализации 18 стран Еврозоны                                       | Своб. капитализация    | EU0009658202 |
| FTSE                | Великобритания | 100      | 3.12                     | Голубые фишки Лондонской фондовой биржи                                                                  | Своб. капитализация    | GB0001383545 |
| CAC 40              | Франция        | 40       | 1.66                     | Голубые фишки Euronext Paris                                                                             | Своб. капитализация    | FR0003500008 |
| DAX                 | Германия       | 30       | 1.31                     | Голубые фишки Франкфуртской фондовой биржи                                                               | Своб. капитализация    | DE0008469008 |
| IBEX 35             | Испания        | 35       | 0.759                    | Голубые фишки Мадридской фондовой биржи                                                                  | Своб. капитализация    | ES0SI0000005 |
| FTSE MIB            | Италия         | 40       | 0.592                    | Голубые фишки Итальянской фондовой биржи                                                                 | Своб. капитализация    | IT0003465736 |
| AEX                 | Нидерланды     | 25       | 0.620                    | Голубые фишки Euronext Amsterdam                                                                         | Своб. капитализация    | NL0000000107 |
| ATX                 | Австрия        | 20       | 0.092                    | Голубые фишки Венской фондовой биржи                                                                     | Своб. капитализация    | AT0000999982 |
| OMX STKH30          | Швеция         | 30       | 0.67                     | Голубые фишки Стокгольмской фондовой биржи                                                               | Рыночная капитализация | SE0000337842 |
| SMI                 | Швейцария      | 20       | 1.23                     | Голубые фишки Швейцарской биржи                                                                          | Своб. капитализация    | CH0009980894 |
| Индекс МосБиржи     | Россия         | 50       | 0.598                    | Голубые фишки МосБиржи. Расчёт в рублях.                                                                 | Своб. капитализация    | RU000A0JP7K5 |
| RTSI                | Россия         | 50       | 0.602                    | Те же акции, что и в индексе МосБиржи, но индекс рассчитан в долларах.                                   | Своб. капитализация    | RU000A0JPEB3 |
| Азия и Тихий Океан  |                |          |                          | |                        |              |
| Nikkei              | Япония         | 225      | 2.71                     | Крупнейшие 225 компаний Токийской фондовой биржи                                                         | По цене                | XC0009692440 |
| TOPIX               | Япония         | 1797     | 4.21                     | Все компании торгуемые на первой секции Токийской фондовой биржи                                         | Своб. капитализация    | XC0009694107 |
| Hang Seng           | Гонконг        | 50       | 1.77                     | Голубые фишки Гонконгской фондовой биржи                                                                 | Своб. капитализация    | HK0000004322 |
| S&P/ASX 200         | Австралия      | 200      | 1.41                     | Компании высокой капитализации, торгуемые на Австралийской фондовой бирже                                | Своб. капитализация    | S&P/ASX 200  |